# Duach III Dallta Dedad
Duach III Dallta Dedad („Przybrany Syn Dedada”) – legendarny zwierzchni król Irlandii z dynastii Milezjan (linia Emera) w latach 57-50 p.n.e. Syn Cairbre’a Lusga, syna Lugaida IV Luaigne’a, zwierzchniego króla Irlandii.
Objął, według średniowiecznej irlandzkiej legendy i historycznej tradycji, władzę w wyniku zabójstwa swego poprzednika i mordercy swego dziadka, Congala I Clairingnecha („z Broad Nails”) z milezjańskiej linii Ira, syna Mileda. Ten był także królem Ulsteru. Władzę nad tym krajem objął bratanek zmarłego, Fachtna Fathach. Są rozbieżności w źródłach, co do czasu jego rządów. Roczniki Czterech Mistrzów, Księga najazdów Irlandii („Lebor Gabála Érenn”) podały dziesięć lat, zaś Roczniki z Clonmacnoise podały siedem lat rządów. Zginął w bitwie pod Árd Brestine, z ręki króla Ulsteru Fachtny Fathacha, mszczącego się za śmierć stryja. Istnieje także inna wersja przydomka, „Dallad Deda”. Miał go otrzymać z powodu oślepienia swego młodszego brata, Dedada, aby nie miał w przyszłości aspiracji do władzy. 

## Potomstwo
Duach był ostatnim zwierzchnim królem Irlandii z linii Emera. Jednak od niego wywodził się ród Dál gCais. Najsłynniejszym jej przedstawicielem był Brian Boru, arcykról Irlandii. Duach pozostawił po sobie syna:
- Eochaid Garb, miał syna:
  - Muiredach Muchna, z żoną Mofebis miał syna:
    - Loich Mor („Wielki”), miał syna:
      - Enna Muncain, miał syna z Cruife, córką króla Brytów:
        - Corb Olum (Derg Theine), miał syna:
          - Derg, miał syna:
            - Maga Neid, miał syna:
              - Eogan II Taidlech, zw. Mug (Mog) Nuadat („Niewolnik Nuady”), przyszły legendarny król Munsteru i założyciel dynastii Eóganacht